# ダーリンは生モノにつき
『ダーリンは生モノにつき』（ダーリンはなまモノにつき）は、吉原由起による日本の漫画作品。
漫画雑誌『プチコミック』（小学館）にて1997年の6月号から連載開始。単行本は全8巻。ギャグカラーの強いラブコメディー作品。

## あらすじ
オカマバーでママを務める父をもつ村崎 世津子は、不感症が原因で男性に振られっぱなし。
ある時父親のバーを手伝っている最中に誤って胸にお湯をかぶった彼女は、居合わせた医者の田辺 恭介に手当てを受け、胸を触られた際に生まれて初めて「感じて」しまい、快感のあまり失神する。運命の出会いを感じた世津子は、田辺が会社の嘱託医と知り猛アタック。出会って1か月で結婚することになったが…。

## 登場人物
田辺 世津子（たなべ せつこ）、旧姓・村崎（むらさき）
23歳。不感症が原因で男性と別れてばかりいたが、恭介には触られるだけで失神するほど感じてしまう。
恭介から、結婚の理由は「手っ取り早く結婚して、言い寄ってくる女性を諦めさせるため」と告げられ、結婚してからしばらくは何も無い夜を過ごしており不安を感じていた。当初は恭介に触られると3分ジャストで失神してしまったが、克服した。恭介といつでも一緒にいたいと思っている。
家事は不得手で、掃除をしようとすれば、部屋のあらゆるものが壊れるほど。
田辺 恭介（たなべ きょうすけ）
28歳。世津子の会社の嘱託医。家事全般をこなす完璧な男。言葉少なだが、世津子を愛している。